# Fleurus
Fleurus (valonă Fleuru) este un oraș francofon din regiunea Valonia din Belgia. Comuna Fleurus este formată din localitățile Fleurus, Brye, Heppignies, Lambusart, Saint-Amand, Wagnelée, Wangenies și Wanfercée-Baulet. Suprafața sa totală este de 59,28 km². La 1 ianuarie 2008 comuna avea o populație totală de 22.267 locuitori. 

## Bătălii
Aici au avut loc mai multe bătălii:
- Bătălia de la Fleurus (1622) din Războiul de Treizeci de Ani;
- Bătălia de la Fleurus (1690) din Războiul de nouă ani;
- Bătălia de la Fleurus (1794) din Războaiele revoluționare franceze.

## Localități înfrățite
- Franța: Couëron.

1. ↑  Crossroad Bank of Enterprises, accesat în 8 august 2023